# 895
895 је била проста година.

## Догађаји
- Википедија:Непознат датум — Владавина династије Абасида у Багдаду.

- Мађари су протерани из западног Сибира и насељавају се у Карпатском басену, под вођством Арпада. Цар Лав VI (Мудри) тражи помоћ од Мађара, па прешавши Дунав на византијским лађама, пустоше бугарску територију.
- Симеон I (Велики), владар (кан) Бугарског царства, тражи уточиште у тврђави Драстар, док Мађари стижу до периферије престонице Преслава. Суочен са тешком ситуацијом са ратом на два фронта, Симеон позива на примирје. Лав VI шаље дипломату Лава Коироспхактеса у Бугарску, да преговара о условима.
- Српски кнежевић Бран Мутимировић, син кнеза Мутимира напао је кнеза Петара Гојниковића у намери да преузме власт у кнежевини Србији. Бран је поражен, заробљен и ослепљен. како би био спречен да то понови.
- Мај – Арнулф од Корушке сазива царски савет у својој резиденцији у Вормсу. Љут због непојављивања Карла III Безазленог он поново подржава Одово полагање права на престо Западнофранкског краљевства. У истој скупштини крунише Звентиболда за краља Лотарингије.
- Гај IV, војвода од Сполета, осваја Беневенто (након што су Византинци преместили престоницу византијске Италије из Беневента у Бари). Гај се поставља за принца, чиме уједињује две италијанске државе. Византинци покушавају да поврате Беневенто, али су поражени од лангобардских трупа.
- Децембар – Арнулф од Корушке напада Италију, на челу експедиционе војске Источне Франачке. Он стиже у Павију и реорганизује лангобардску државу. Арнулф дели северни део краљевства: западну половину ( Ломбардија) и источну половину (Верона).
- Арнулф од Корушке прелази реку По и дели своју војску на два дела: један корпус (швапски) наставља ка Фиренци (преко Болоње), док се други корпус (франци) креће кроз Луниђану до римских области.
- Збигњев I, војвода Чешке, заједно са славничким кнезом Витизлом, се отцепљује од Велике Моравске и заклиње се на верност Арнулфу Корушком у Регенсбургу.
- Јесен – Краљ Алфред Велики блокира реку Леа и гради утврђења, заробљавајући данске Викинге у Хертфорду. Они напуштају своје дугачке бродове и беже у Бридгнорт, који се налази у долини Северн.
- Рођење Топилцина, будућег цара Толтечког царства, у Михатлаухку, данашњем Морелосу.